# Comuna de Żółkiewka
Żółkiewka (polaco: Gmina Żółkiewka) é uma gminy (comuna) na Polónia, na voivodia de Lublin e no condado de Krasnostawski. A sede do condado é a cidade de 1999.
De acordo com os censos de 2004, a comuna tem 6220 habitantes, com uma densidade 47,8 hab/km².

## Área
Estende-se por uma área de 130,01 km², incluindo:
- área agricola: 85%
- área florestal: 10%

## Demografia
Dados de 30 de Junho 2004:
|                      | Total   | Total | Mulheres | Mulheres | Homens  | Homens |
| -------------------- | ------- | ----- | -------- | -------- | ------- | ------ |
|                      | pessoas | %     | pessoas  | %        | pessoas | %      |
| População            | 6220    | 100   | 3206     | 51,5     | 3014    | 48,5   |
| Densidade (pop./km²) | 47,8    | 100   | 24,7     | 24,7     | 23,2    | 23,2   |

De acordo com dados de 2002, o rendimento médio per capita ascendia a 1150,13 zł.

## Subdivisões
- Adamówka, Borówek, Celin, Chłaniów, Chłaniów-Kolonia, Chłaniówek, Chruściechów, Dąbie, Gany, Huta, Koszarsko, Majdan Wierzchowiński, Makowiska, Markiewiczów, Olchowiec, Olchowiec-Kolonia, Poperczyn, Rożki, Rożki-Kolonia, Siniec, Średnia Wieś, Tokarówka, Wierzchowina, Władysławin, Wólka, Zaburze, Żółkiew, Żółkiew-Kolonia, Żółkiewka.

## Comunas vizinhas
- Gorzków, Krzczonów, Rudnik, Rybczewice, Turobin, Wysokie